# Rimae Gerard
Rimae Gerard – grupa rowów  na powierzchni Księżyca o średnicy około 100 km. Znajduje się po zachodniej stronie Oceanus Procellarum na współrzędnych selenograficznych ☾ 46,0°N 84,0°W/46,000000 -84,000000. Nazwa tego systemu kanałów została nadana w 1985 roku przez Międzynarodową Unię Astronomiczną i pochodzi od pobliskiego krateru Gerard.